# ليو مكاي جونيور
ليو مكاي جونيور (بالإنجليزية: Leo McKay Jr.)‏ (19 يونيو 1964 في كندا)؛ روائي كندي.